# Thionville
Thionville (Diedenhofen in tedesco, Diddenuewen in lussemburghese) è un comune francese di 41 383 (nel 2020) abitanti situato nel dipartimento della Mosella nella regione del Grand Est. I suoi abitanti si chiamano Thionvillois. 
La menzione più antica della città risale al 753, quando era conosciuta col nome di Theodonis villa. In questa città morì di parto Ildegarda (terza moglie di Carlo Magno) nel 783.

## Società

### Evoluzione demografica
Thionville si è sviluppata principalmente grazie alla siderurgia, che ha attirato una popolazione sempre più numerosa nella zona dopo la rivoluzione industriale. Tuttavia, a partire dagli anni settanta, le difficoltà economiche sono state molto grandi, sia per Thionville sia per i suoi dintorni.
 La città, e in modo ancora maggiore i comuni limitrofi, hanno cominciato a vedere decrescere considerevolmente la loro popolazione. Ciò nonostante, Thionville è stata capace di riconvertire le sue attività e di recuperare il dinamismo. Negli anni novanta la sua popolazione ha ripreso a crescere, come quella dei suoi sobborghi settentrionali (ad esempio Hettange-Grande) grazie all'attrazione del Lussemburgo. La zona ovest, invece, continua a declinare velocemente, in particolare attorno a Hayange.
 In conclusione, la zona vive ancora una globale tendenza allo spopolamento, anche se con un ritmo di gran lunga inferiore al passato.

### Evoluzione della popolazione
L'evoluzione del numero di abitanti è nota attraverso i censimenti della popolazione effettuati nel comune a partire dal 1793. A partire dal 2006, le popolazioni legali dei comuni sono pubblicate annualmente dall'INSEE. Il censimento si basa ora su una raccolta annuale di informazioni, riguardanti successivamente tutti i territori comunali durante un periodo di cinque anni. Per i comuni con più di 10 000 abitanti, il censimento viene effettuato ogni anno a seguito di un'indagine campionaria su un campione di indirizzi che rappresenta l'8% delle abitazioni, a differenza di altri comuni che hanno un censimento vero e proprio ogni cinque anni 78. Nel 2019, il comune contava 40 778 abitanti.
- Popolazione nel 1990: 39 712 abitanti
- Popolazione nel 2005: 41 600 abitanti
- Popolazione nel 2019: 40 778 abitanti

Abitanti censiti

### Lingua
Nel 1738, M. Bruzen de La Martinière disse di Thionville: "Gli abitanti sono tedeschi e parlano tedesco: nella loro lingua chiamano la città Didenhoven o Tiden-Hoven.
Nel 1828, M. Teissier fece la seguente osservazione sugli abitanti di Thionville: "Sentono il francese, ma amano parlare l'idioma esclusivo dei villaggi circostanti, un dialetto tedesco, completamente incomprensibile per chiunque conosca solo la lingua di Wieland e Goethe".
Il francese parlato a Thionville nel XIX secolo era un misto di francese e lussemburghese: in altre parole, una variante del francese della Lorraine.

## Amministrazione

### Gemellaggi
- Gao
- Varallo Pombia

## Città limitrofe
Algrange, Angevillers, Entrange, Cattenom, Hettange-Grande, Florange, Illange, Manom, Terville, Yutz.

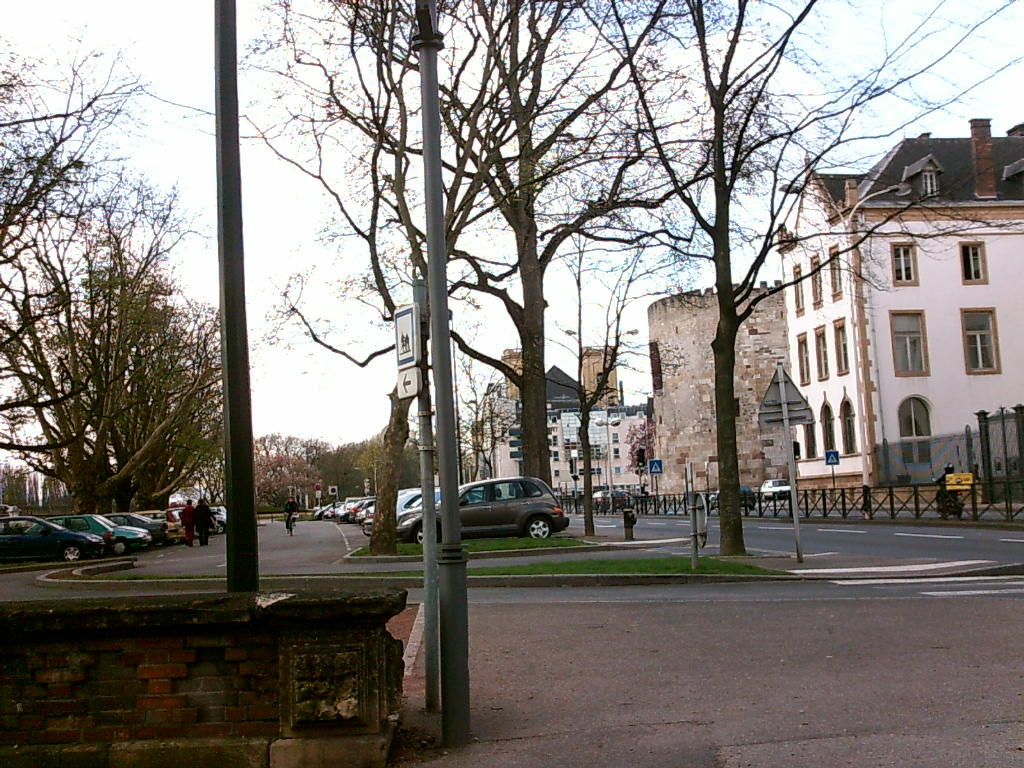
Le mura della città